# Península itálica
La península itálica, italiana o apenina es una de las tres grandes penínsulas del sur de Europa, junto a la balcánica y la ibérica. Situada en el centro del Mediterráneo, entre los mares Tirreno y Adriático, limita al norte con los Alpes, al este el mar Adriático la separa de la península balcánica, al suroeste el mar Jónico la separa de la isla de Sicilia (en especial el estrecho de Mesina, de apenas 2,0 km) y al oeste las aguas del mar Tirreno y del mar de Liguria la separan de las islas de Córcega y Cerdeña.
Los límites geográficos de la península itálica no están claros, aceptándose unas veces el curso del río Po, otras una línea que une el golfo de Génova con el golfo de Venecia y otras la propia cordillera de los Alpes. Toda la península, administrativamente, pertenece a la República Italiana, excepto los microestados de San Marino y Ciudad del Vaticano. Convencionalmente, no forman parte de la península los territorios continentales del norte de Italia (como la zona de los Alpes y la llanura del Po), además de las islas de Sicilia y Cerdeña.
Se caracteriza por su forma de «bota», por lo que es llamada en italiano Lo stivale («La bota»). Es una de las penínsulas más grandes de Europa, extendiéndose unos 1000 km de noroeste a sudeste. Entre sus accidentes geográficos más significativos, se encuentra la cadena montañosa de los Apeninos, que se extiende a lo largo de toda la península desde el centro de la región de Liguria, donde se encuentra con los Alpes.
Su monte más alto es el Corno Grande, situado en el macizo del Gran Sasso, dentro de los Montes Abruzos en los Apeninos centrales, mientras, uno de sus montes más conocidos, el Vesubio, situado cerca del golfo de Nápoles, es un volcán activo que ha mostrado actividad desde hace milenios, con algunas erupciones célebres como la que afectó a las ciudades de Pompeya, Estabia y Herculano, en el año 79 d. C.
La península itálica, con el nombre de Italia, fue durante siglos cuna y zona central de la República y del Imperio romano y, anteriormente, hogar de Etruria y de la llamada Magna Grecia,  constituyendo una pieza clave en la configuración de la cultura occidental. De esta manera, el legado arqueológico y cultural de tipo clásico es notable en esta zona.

## Etimología

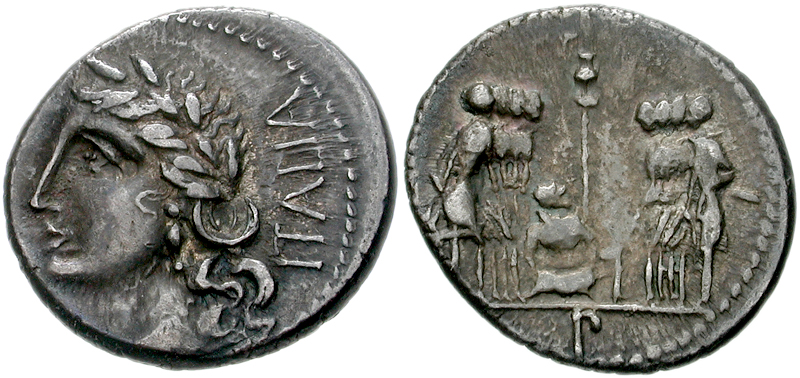
Moneda en plata del siglo I a. C. acuñada en Corfinium (Corfinio) durante la guerra Social, exhibiendo la inscripción ITALIA, al borde de la personificación de Italia, representada como una diosa con corona de laurel, símbolo de victoria.

El nombre de Italia ha sido usado desde antiguo, al menos desde el siglo VIII a. C., inicialmente para designar a las regiones del sur, y posteriormente también a las del centro, de la que se conoce como península itálica, haciendo referencia a los pueblos itálicos, hablantes de las lenguas llamadas igualmente.
Según el historiador griego Antíoco de Siracusa, el vocablo Italia designaba, antes del siglo V a. C., a la parte meridional de la actual región italiana de Calabria —el antiguo Brucio—, habitada por los itàlii, el grupo más meridional de los itálicos (actualmente esta zona comprende las provincias calabresas de Reggio, Vibo Valentia y partes de la provincia de Catanzaro).  Es posible que los itálicos tomaran su nombre de un animal-tótem, el ternero, que, en una lejana  primavera sagrada, los había guiado hasta los lugares en los que se asentaron definitivamente. También según el arqueólogo Pallottino el nombre de Italia derivaría del gentilicio de uno de los pueblos itálicos nativos de la región de Calabria, los (v)itàlii, el cual mutua su nombre de su animal sagrado: el ternero (viteliú en idioma osco, vitulus en latín y vitello en italiano); y que fue usado por los antiguos griegos como término general para designar a los habitantes de toda la península.
En el siglo II a. C., el historiógrafo griego Polibio llamaba Italia al territorio comprendido entre el estrecho de Mesina y los Apeninos septentrionales, aunque su contemporáneo Catón el Viejo extendió el concepto territorial de Italia hasta el arco alpino. El término se consolidó de manera definitiva sobre todo desde que, la ciudad itálica de Roma, a partir del siglo V a. C., unificó gradualmente toda la península conquistando y federando al resto de pueblos itálicos peninsulares, empezando por los latinos, de los cuales la misma constituía una aldea, y terminando con los etruscos hacia el norte y los brucios hacia el sur, unificando así todo el territorio peninsular bajo un único régimen y dándole nombre de Italia, la cual, desde entonces, constituirá el territorio metropolitano de la misma Roma.
El nombre de Italia fue usado también en monedas acuñadas durante la guerra Social por la coalición de los socii (aliados) itálicos, en lucha contra Roma y las demás ciudades itálicas ya provistas de ciudadanía romana, para obtener, a su vez, la plena ciudadanía romana, la cual fue otorgada tras la guerra Social a todos los  habitantes libres de Italia a través de la  Lex Plautia Papiria. Posteriormente, el norte de Italia (ex Galia Cisalpina), fue añadido oficialmente al territorio de la Italia romana en el curso del siglo I a. C., llevando así, de iure , el nombre de Italia hasta los pies de los Alpes.

## Panorama general

Mapa físico de la península itálica.

Comprender el mapa étnico de la península itálica al principio de su historia significa tomar conciencia de la movilidad que en ella tiene lugar, por lo menos, a lo largo de las diferentes fases de la Edad del Hierro, para lo que también es preciso tener en cuenta el carácter específico de las fuentes. La 
arqueología reseña los cambios en los materiales, sus transformaciones, difusiones, superposiciones, no siempre resultado de cambios étnicos.

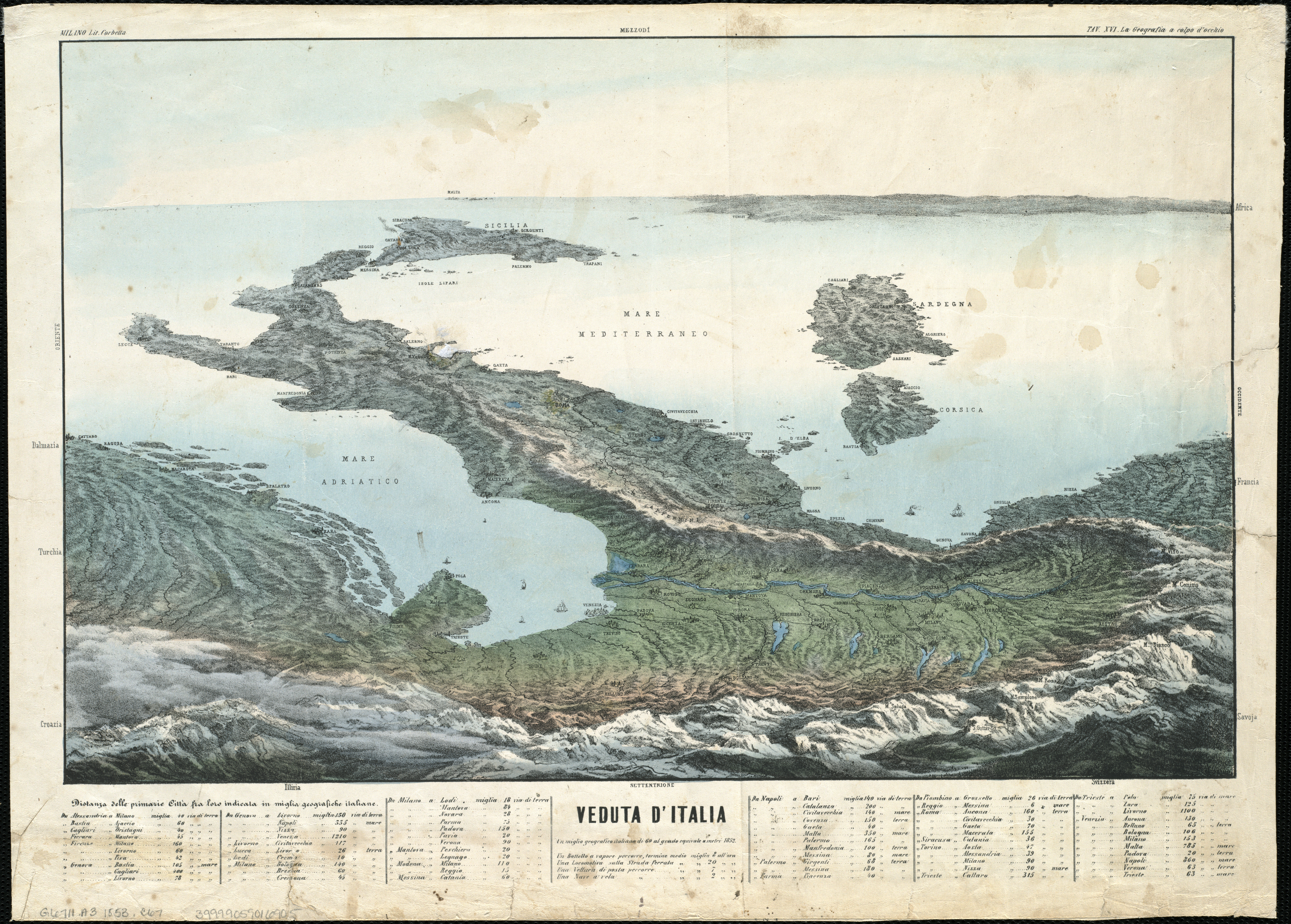
Ilustración donde se representa una vista de la península itálica desde los Alpes.

Las fuentes literarias pertenecen a una época en que el mapa sufre nuevas alteraciones, o bien por la presencia de colonias griegas, o bien por la expansión romana en Italia y la consiguiente
unificación de los pueblos itálicos. Por fin, son precisamente estos fenómenos los mismos que provocan la alteración total del mapa etnográfico primitivo y los que promueven, de otra parte, la auténtica identificación de los grupos étnicos como realidades históricas con conciencia de tener una personalidad colectiva propia.
Sólo con la Edad del Hierro, como primer fenómeno histórico en el sentido de iniciar el desarrollo de los elementos suficientes para crear las imágenes que favorecen la identificación étnica, comienzan a darse las circunstancias que permiten el reconocimiento de los pueblos. Cada vez está más admitido que el mismo proceso de identificación de los grupos lingüísticos, el establecimiento de límites diferenciadores tanto como las mutuas influencias, se produce en la Italia protohistórica a consecuencia de las migraciones, pero también de los distintos modos de contacto que se operan como resultado del encuentro de colectividades en que los rasgos comunes se alternan con rasgos desiguales, que afectan tanto a los niveles culturales como a los sociales y económicos.

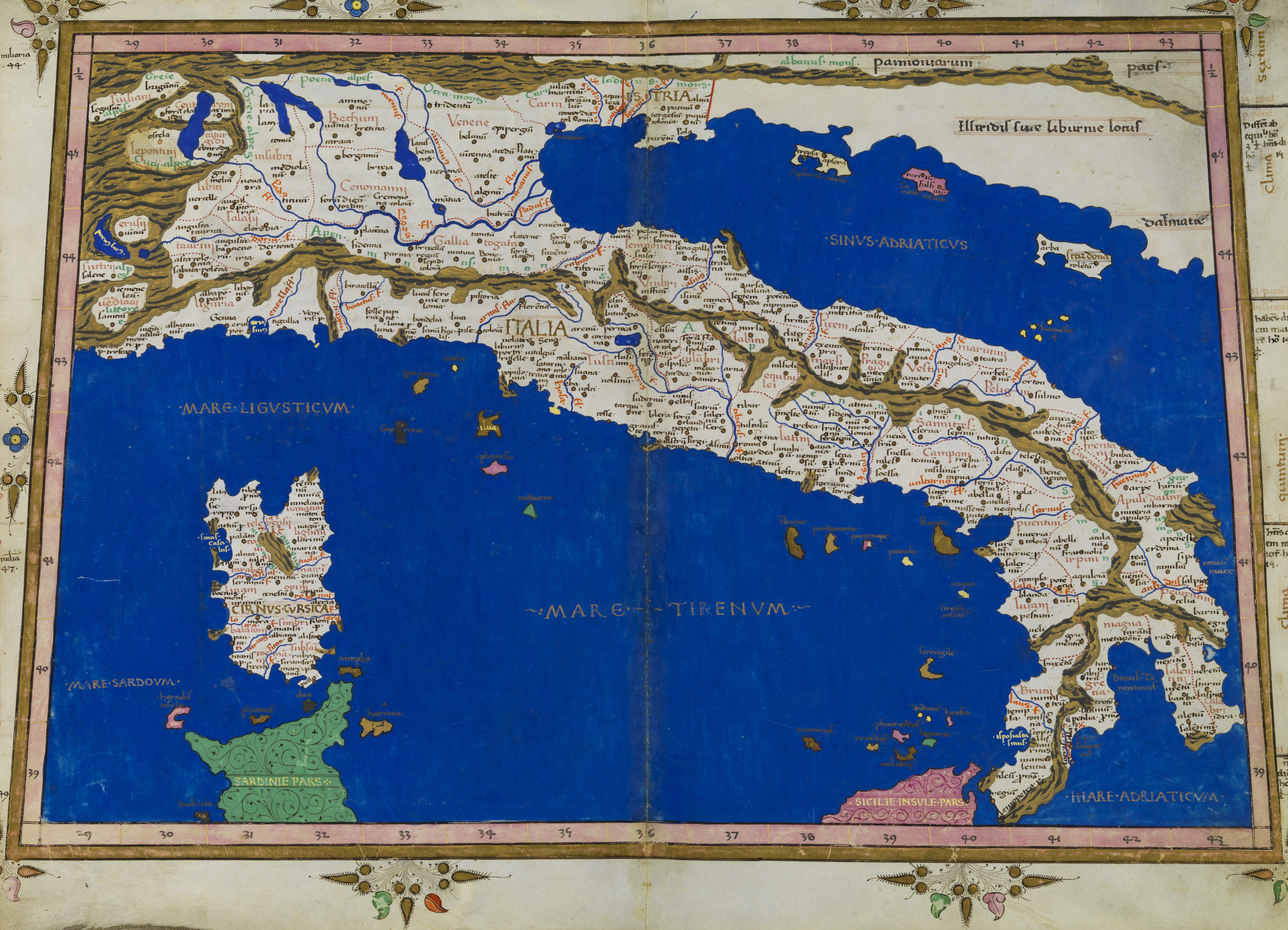
Mapa antiguo de la península itálica.

Si los estudios arqueológicos han aportado resultados capaces de configurar una secuencia cultural de la península itálica desde la prehistoria a la historia, si los estudios de lingüística comparada, principalmente del área indoeuropea, han proporcionado además un mapa donde se diferencian las ramificaciones de la lengua común, si las tradiciones antiguas han transmitido también las imágenes de un mosaico de pueblos en que no siempre es fácil hacer coincidir las distintas fuentes, todos los conocimientos adquiridos en cada campo anduvieron durante mucho tiempo por caminos separados, y las versiones procedentes de la arqueología, de la lingüística o de la interpretación de las fuentes, se mantuvieron sin comunicaciones entre ellas.
Afortunadamente, desde hace ya bastante tiempo, se están realizando nuevos esfuerzos desde cada campo para llegar a una coordinación de los resultados. El esfuerzo es evidentemente digno de alabanza y los progresos aparecen favorables. Sin embargo, también se han manifestado diversos problemas procedentes de la misma metodología utilizada para el estudio, problemas que, desde luego, sólo se han hecho a la luz gracias a la aplicación misma, rigurosa y sistemática de dicha metodología. La identificación estricta de cada fenómeno arqueológico con cada variante lingüística o con cada mención de la nomenclatura étnica en las fuentes antiguas no siempre responde a la realidad histórica.

## Lenguas
Con respecto al panorama lingüístico de Italia, su estudio lleva a conclusiones similares. Las comunidades de los ligures son las predominantes en la Italia primitiva, así como los pueblos itálicos —y especialmente los itálicos pertenecientes al subgrupo latino-falisco— constituyen el núcleo que, a través del latín, se impondría en época histórica por medio de la expansión romana. Queda de momento al margen el pueblo etrusco, que, con una implantación problemática y un evidente protagonismo a mediados del I milenio a. C., resulta por fin también absorbido en el proceso de expansión romana. En la actualidad, la lengua más extendida y hablada en toda la península itálica es el italiano, siendo el idioma oficial de Italia, la Ciudad del Vaticano y San Marino. Asimismo, se hablan otros dialectos e idiomas, tales como el grecocalabrés en el extremo sur de la península.

## Geografía política
Desde el punto de vista político, la península italiana en sentido estricto (es decir, excluyendo la Italia insular y la Italia septentrional), está dividida en los tres Estados que se enumeran en la siguiente tabla:
| Nombre                             | Población  | Superficie (km²) | Capital              | Lengua(s)/oficial(es) |
| ---------------------------------- | ---------- | ---------------- | -------------------- | --------------------- |
| República Italiana                 | 60 567 342 | 131 275          | Roma                 | italiano              |
| Serenísima República de San Marino | 33 191     | 61,2             | Ciudad de San Marino | italiano              |
| Ciudad del Vaticano                | 836        | 0,44             | Ciudad del Vaticano  | italiano, latín       |
| Total                              | 60673432   | 131 336, 64      |                      |                       |